# Лукашово (Поставский район)
Лукашово (белор. Лукашова) — деревня в Новосёлковском сельсовете Поставского района Витебской области Белоруссии.

## География
Деревня расположена в 24 км от города Поставы и в 15 км от центра сельсовета.

## История
В 1778 году деревня впервые упоминается в метрических книгах Лучайского костела:
«Лукашово. 21 апреля 1778 года ксендз Тадеуш Гринкевич освятил брак Симона Семашко из Лукашово и Теелы (Феклы) Ярковской из Цешылова. Свидетели: Никодим Мурашко и Николай Ярковский из Цешилова».
В 1873 году в составе Маньковичской волости Вилейского уезда Виленской губернии, 50 ревизских душ. В 1905 году в деревне были 158 жителей и 135 десятин земли, в застенке — 7 жителей и 40 десятин земли.
В результате советско-польской войны 1919—1921 годов деревня оказалась в составе Срединной Литвы. С 1922 года в составе Виленского воеводства Польши (II Речь Посполитая). .
В сентябре 1939 года деревня была присоединена к БССР силами Белорусского фронта РККА. С 15 января 1940 года — в Груздовском сельсовете Поставского района Вилейской области БССР.
В 1946 году — 117 жителей. По состоянию на 1 сентября 1954 года — 27 хозяйств.
С 20 мая 1960 года — в Савичском сельсовете. В 1963 году — 30 дворов, 97 жителей, в совхозе «Поставский», средняя школа, клуб, фельдшерско-акушерский пункт.
С 17 мая 1985 года — Савичский сельсовет переименован в Лукашовский. 24 августа 1992 года — Лукашовский сельсовет был переименован в Новосёлковский сельсовет.
В 2001 году — 47 дворов, 121 житель, в составе колхоза имени Суворова, базовая школа, клуб, фельдшерско-акушерский пункт (ФАП), почта, магазин.